# Чемпіонат СРСР з футболу 1978: друга зона другої ліги
Чемпіонат УРСР з футболу 1978 — 8-й турнір серед команд української зони другої ліги. Тривав з 2 квітня по 28 жовтня 1978 року.

## Огляд
Вперше в історії чемпіонатів УРСР серед команд другої ліги переможцем став харківський «Металіст» (старший тренер — Євген Лемешко). Срібні і бронзові нагороди отримали відповідно нікопольський «Колос» (старший тренер — Володимир Ємець) та київський СКА (старший тренер — Йожеф Сабо). Київські «армійці» отримали і «Рубіновий кубок» газети «Молодь України», приз для найрезультативнішої команди чемпіонату (71 забитий м'яч).
У першості було забито 1036 м'ячів у 506 зустрічах. Це в середньому 2,05 на гру. Перемогу в суперечці бомбардирів ліги здобув Володимир Сакалов з чернівецької «Буковини» (19 забитих м'ячів). На два голи менше забили Нодар Бачіашвілі («Металіст») і Володимир Науменко («Атлантика»).

## Підсумкова таблиця
| Місце | Команда                    | В  | Н  | П  | М'ячі | О  |
| ----- | -------------------------- | -- | -- | -- | ----- | -- |
| 1     | «Металіст» (Харків)        | 29 | 12 | 3  | 66—20 | 70 |
| 2     | «Колос» (Нікополь)         | 26 | 10 | 8  | 59—32 | 62 |
| 3     | СКА (Київ)                 | 23 | 14 | 7  | 71—29 | 60 |
| 4     | «Кривбас» (Кривий Ріг)     | 24 | 11 | 9  | 63—29 | 59 |
| 5     | «Буковина» (Чернівці)      | 23 | 11 | 10 | 55—25 | 57 |
| 6     | «Кристал» (Херсон)         | 20 | 14 | 10 | 46—28 | 54 |
| 7     | «Зірка» (Кіровоград)       | 17 | 15 | 12 | 42—33 | 49 |
| 8     | «Авангард» (Рівне)         | 19 | 9  | 16 | 55—39 | 47 |
| 9     | СКА (Львів)                | 16 | 14 | 14 | 52—43 | 46 |
| 10    | «Спартак» (Житомир)        | 19 | 7  | 18 | 50—40 | 45 |
| 11    | «Десна» (Чернігів)         | 16 | 13 | 15 | 37—33 | 45 |
| 12    | «Локомотив» (Вінниця)      | 14 | 16 | 14 | 30—31 | 44 |
| 13    | «Говерла» (Ужгород)        | 15 | 10 | 19 | 44—53 | 40 |
| 14    | «Атлантика» (Севастополь)  | 13 | 13 | 18 | 49—54 | 39 |
| 15    | «Суднобудівник» (Миколаїв) | 11 | 16 | 17 | 38—46 | 38 |
| 16    | «Колос» (Полтава)          | 14 | 9  | 21 | 40—53 | 37 |
| 17    | «Новатор» (Жданов)         | 12 | 12 | 20 | 53—70 | 36 |
| 18    | «Дніпро» (Черкаси)         | 11 | 12 | 21 | 29—53 | 34 |
| 19    | «Поділля» (Хмельницький)   | 12 | 9  | 23 | 28—56 | 33 |
| 20    | «Фрунзенець» (Суми)        | 10 | 13 | 21 | 39—59 | 33 |
| 21    | «Торпедо» (Луцьк)          | 13 | 6  | 25 | 32—72 | 32 |
| 22    | «Шахтар» (Горлівка)        | 13 | 5  | 26 | 36—72 | 31 |
| 23    | «Старт» (Тирасполь)        | 6  | 9  | 29 | 22—66 | 21 |

## Результати
```
                 1   2   3   4   5   6   7   8   9   10  11  12  13  14  15  16  17  18  19  20  21  22  23   
1.Металіст       xxx 3-1 2-0 2-1 1-0 0-1 3-0 1-0 1-0 2-0 2-1 1-0 2-0 1-0 2-1 1-0 3-1 2-0 3-0 2-0 4-0 3-0 3-0  
2.Колос (Н)      2-1 xxx 1-1 1-1 1-0 2-1 1-0 3-0 3-1 2-0 2-1 2-0 2-1 2-0 3-1 3-0 3-2 2-1 3-1 1-0 2-0 2-1 1-0  
3.СКА (Київ)     1-1 2-1 xxx 2-0 3-0 2-0 4-0 2-1 1-0 1-0 1-0 2-0 4-0 0-0 3-0 3-2 3-3 6-0 2-1 6-0 3-0 1-0 3-0  
4.Кривбас        0-1 2-0 2-0 xxx 2-0 3-0 1-2 0-0 3-1 2-0 2-0 0-0 1-0 2-1 3-3 3-0 2-0 3-1 2-0 2-1 3-0 3-1 3-0  
5.Буковина       1-1 1-0 0-0 1-1 xxx 1-0 1-0 1-0 1-0 2-0 2-0 0-0 3-0 6-2 5-0 1-0 1-0 2-0 1-0 2-0 3-0 4-0 1-0  
6.Кристал        1-1 1-0 1-1 1-0 3-1 xxx 0-0 2-0 1-0 0-1 1-0 2-0 5-1 1-1 1-0 2-2 3-0 0-0 3-2 2-0 3-1 1-0 2-0  
7.Зірка          0-0 0-1 1-1 0-1 0-0 0-0 xxx 3-0 3-2 0-0 1-1 1-0 1-0 2-1 1-0 3-0 2-0 3-0 1-0 3-1 1-0 3-0 1-1  
8.Авангард       1-1 0-1 0-0 0-1 1-1 1-0 1-2 xxx 2-3 2-0 1-0 3-0 1-0 1-0 1-0 3-0 4-1 1-0 3-0 1-0 5-1 6-1 3-0  
9.СКА (Львів)    1-2 0-0 1-0 2-0 1-3 1-0 2-0 1-1 xxx 1-0 0-1 4-0 2-2 2-2 1-0 1-0 0-0 2-0 1-1 1-0 7-0 1-0 1-0  
10.Спартак       1-0 4-0 1-0 1-0 1-2 1-1 0-0 1-2 2-1 xxx 0-1 1-0 4-1 4-1 0-0 1-0 3-1 1-1 3-0 1-0 2-0 4-0 2-0  
11.Десна         1-1 1-0 0-1 1-0 2-0 1-0 0-0 1-1 0-0 2-0 xxx 1-0 0-0 1-2 0-0 2-2 1-1 4-0 3-0 2-0 1-0 1-0 1-1  
12.Локомотив     0-0 0-0 1-0 0-0 1-0 0-0 1-0 0-1 2-1 3-1 1-1 xxx 1-0 1-0 3-0 1-1 0-1 2-0 2—0 1-1 2-0 0-0 2-0  
13.Говерла       1-2 1-1 2-2 0-1 1-0 1-2 1-0 1-0 1-1 0-1 1-0 1-1 xxx 2-0 1-0 3-0 1-0 2-1 2-0 1-0 3-1 3-0 0-0  
14.Атлантика     0-1 0-0 1-2 0-0 0-0 0-1 2-1 1-1 2-2 3-1 3-0 0-0 2-1 xxx 2-0 2-0 2-1 3-3 2-2 0-0 4-0 3-1 1-0  
15.Суднобудівник 0-0 0-2 1-1 2-2 0-0 1-1 1-1 0-1 1-1 0-0 1-0 1-1 0-0 0-1 xxx 3-1 8-0 1-0 2-0 3-0 1-0 1-0 0-0  
16.Колос (П)     1-2 0-1 2-2 1-0 1-0 0-1 3-2 2-0 0-0 1-0 0-0 0-0 4-0 1-0 1-1 xxx 3-2 0-0 1-0 1-0 1-2 1-0 2-0  
17.Новатор       1-1 0-0 1-1 0-2 1-4 0-0 1-1 2-1 4-0 1-1 1-2 1-1 0-1 3-0 0-1 2-0 xxx 1-0 1-0 3-1 3-0 2-0 5-2  
18.Дніпро        0-1 2-1 0-0 0-2 0-0 0-0 0-0 1-0 0-2 2-1 3-0 0-2 2-0 1-0 2-0 1-0 0-0 xxx 1-1 0-0 2-0 0-0 2-0  
19.Поділля       0-3 1-1 0-1 0-0 0-0 1-0 0-2 0-2 1-1 2-1 1-0 1-0 1-0 1-0 0-0 1-0 1-0 1-0 xxx 4-3 1-0 0-1 2-0  
20.Фрунзенець    1-1 0-0 1-0 1-1 1-0 1-1 0-0 1-1 0-0 2-1 1-0 1-0 3-3 2-2 1-2 2-1 3-2 3-0 0-0 xxx 1-2 5-1 1-0  
21.Торпедо (Л)   1-1 0-0 1-3 1-2 0-1 0-0 0-0 1-0 0-0 0-1 0-1 2-0 1-0 2-1 3-0 2-1 1-1 2-1 2-1 1-0 xxx 2-1 2-0  
22.Шахтар (Г)    0-1 1-3 1-0 1-1 0-0 1-0 2-0 2-1 1-2 1-0 0-2 0-0 0-4 1-2 1-0 0-3 2-4 2-1 2-0 3-1 2-0 xxx 3-1  
23.Старт         0-0 0-2 0-0 1-3 1-3 0-1 0-1 1-1 2-1 0-3 0-0 0-1 1-1 1-0 0-2 0-1 5-0 0-1 1-0 1-0 3-1 0-3 xxx
```

## Бомбардири
Найкращі голеадори чемпіонату УРСР:
| Футболіст              | Команда                    | Голи |
| ---------------------- | -------------------------- | ---- |
| Володимир Сакалов      | «Буковина» (Чернівці)      | 19   |
| Нодар Бачіашвілі       | «Металіст» (Харків)        | 17   |
| Володимир Науменко     | «Атлантика» (Севастополь)  | 17   |
| Микола Пінчук          | СКА (Київ)                 | 16   |
| Олег Чумак             | «Кривбас» (Кривий Ріг)     | 16   |
| Володимир Шевлюк       | «Шахтар» (Горлівка)        | 16   |
| Віктор Насташевський   | СКА (Київ)                 | 15   |
| Євген Наумов           | «Спартак» (Житомир)        | 15   |
| Євген Дерев'яга        | «Суднобудівник» (Миколаїв) | 15   |
| Павло Басов            | «Колос» (Нікополь)         | 14   |
| Валентин Дзіоба        | «Новатор» (Жданов)         | 14   |
| Віталій Дмитренко      | «Кривбас» (Кривий Ріг)     | 13   |
| Валентин Старцев       | «Кристал» (Херсон)         | 13   |
| Микола Ткаченко        | «Авангард» (Рівне)         | 13   |
| Костянтин Лобанов      | «Говерла» (Ужгород)        | 13   |
| Валерій Петров         | «Атлантика» (Севастополь)  | 13   |
| Григорій Лазарко       | «Фрунзенець» (Суми)        | 13   |
| Станіслав Берников     | «Металіст» (Харків)        | 12   |
| Михайло Паламарчук     | СКА (Київ)                 | 11   |
| Вільгельм Теллінгер    | СКА (Львів)                | 11   |
| Ярослав Яцишин         | «Спартак» (Житомир)        | 11   |
| Борис Малахов          | «Кривбас» (Кривий Ріг)     | 10   |
| Олександр Алексєєв     | «Зірка» (Кіровоград)       | 10   |
| Володимир Новаковський | «Зірка» (Кіровоград)       | 10   |
| Сергій Шмундяк         | СКА (Львів)                | 10   |
| Паша Касанов           | «Локомотив» (Вінниця)      | 10   |
| Іван Шопа              | «Суднобудівник» (Миколаїв) | 10   |
| Анатолій Куліш         | «Колос» (Полтава)          | 10   |

## Призери
| 1. «Металіст» |
| Воротарі: В'ячеслав Двуреченський (45, 20п), Михайло Цибрівський (2, 1п), Михайло Луців (1). Захисники: Олександр Косолапов (45, 4), Ростислав Поточняк (45), Микола Альошин (41), Володимир Журавчик (39), Валентин Крячко (30), Сергій Скромний (3), Сергій Євдокимов (1). Півзахисники: Станіслав Берников (44, 12), Геннадій Дегтярьов (44, 6), Леонід Ткаченко (39, 3), Віктор Шаленко (37, 2), Сергій Сапешко (31, 1), Олександр Нікішкін (20), Сергій Малько (7), Олександр Мартишов (6), Роман Давид (2). Нападники: Нодар Бачіашвілі (41, 18), Володимир Лінке (40, 8), Геннадій Лихачов (39, 8), Роман Хижак (15, 4), Сергій Щербина (13), Володимир Маринович (8, 1). Старший тренер — Євген Лемешко, начальник команди — Роберт Мкртичян, тренер — Володимир Булгаков.  |
| 2. «Колос» (Нікополь) |
| Воротарі: Олександр Сіденко (43), Валентин Вязовський (1). Захисники: Віктор Бульба (44, 1), Сергій Бритченко (42, 1), Петро Найда (40, 7), Валерій Журавльов (39, 2), Сергій Скляр (24,1), Микола Пелипенко (16), Ігор Ємець (8). Півзахисники: Олександр Касимцев (44, 3), Ігор Надєїн (40, 8), Василь Зеленський (22, 2), Валентин Прилепський (22, 2), Станіслав Чумак (19, 1), Віктор Маслов (19, 1), Олександр Давиденко (14), Сергій Волкобой (3), Михайло Коноваленко (1). Нападники: Павло Басов (43, 14), Анатолій Маляров (40, 6), Анатолій Дорошенко (21, 3), Сергій Попов (18, 6), Віктор Нестеренко (4), Володимир Суконченко (4). Старший тренер — Володимир Ємець, начальник команди — Геннадій Жиздик, тренери — Євген Кучеревський, Володимир Вебер.              |
| 3. СКА (Київ) |
| Воротарі: Леонід Шмуц (39), Олексій Житник (7). Захисники: Володимир Юрецький (40), Анатолій Кудя (38, 3), Юрій Смирнов (37, 2), Ігор Наконечний (30, 3), Микола Тимофєєв (18), Володимир Іващенко (12), Павло Брюхов (12), Сергій Добринський (5), Олександр Петраков (2). Півзахисники: Олександр Гребеножко (41, 3), Михайло Паламарчук (40, 11), Сергій Простимкін (38, 4), В'ячеслав Кисленко (29), Борис Шуршин (25, 2), Вадим Шельменко (13, 2), Ігор Гребеножко (13, 1), Віктор Догадайло (12), Сергій Дієв (7). Нападники: Віктор Насташевський (42, 15), Микола Пінчук (34, 16), В'ячеслав Семенов (34, 8), Сергій Пижов (12), Ігор Котляр (3). Старший тренер — Йожеф Сабо, начальник команди — Орест Капко, тренери — В'ячеслав Першин, В'ячеслав Семенов, Юрій Єськін. |

## Фінальний турнір КФК
| Місце | Команда                       | В | Н | П | М'ячі | О  |
| ----- | ----------------------------- | - | - | - | ----- | -- |
| 1     | «Металург» (Дніпродзержинськ) | 5 | 0 | 0 | 9—3   | 10 |
| 2     | «Більшовик» (Київ)            | 3 | 1 | 1 | 4—2   | 7  |
| 3     | «Океан» (Керч)                | 2 | 0 | 3 | 4—4   | 4  |
| 4     | «Урожай» (Кольчино)           | 1 | 2 | 2 | 2—5   | 4  |
| 5     | «Металург» (Куп'янськ)        | 1 | 1 | 3 | 3—5   | 3  |
| 6     | «Сокіл» (Львів)               | 0 | 2 | 3 | 2—5   | 2  |